# Bratuszyn
Bratuszyn – wieś w Polsce położona w województwie wielkopolskim, w powiecie tureckim, w gminie Brudzew.
Wieś położona jest nad rzeką Kiełbaską. Jest jednym z mniejszych sołectw gminy Brudzew. Jest to wieś typowo rolnicza. Ma powierzchnię 359 ha. W 2004 roku miejscowość zamieszkiwały 164 osoby.

## Historia
W 1827 roku Bratuszyn liczył 126 mieszkańców, zamieszkujących 13 domostw.
W latach 1975–1998 miejscowość administracyjnie należała do województwa konińskiego.